# Echidnophora butteli
Echidnophora butteli är en tvåvingeart som beskrevs av Schmitz 1915. Echidnophora butteli ingår i släktet Echidnophora och familjen puckelflugor. Inga underarter finns listade i Catalogue of Life.